# Hermann Schubert (matematiker)
 For alternative betydninger, se Hermann Schubert. (Se også artikler, som begynder med Hermann Schubert)
Hermann Cäsar Hannibal Schubert (født 22. maj 1848 i Potsdam, død 20. juli 1911 i Hamburg) var en tysk matematiker. 
1876—1908 virkede Schubert som professor i matematik ved Gelehrtenschule des Johanneums i Hamburg. Han har i en række afhandlinger, af hvilke en 1875 prisbelønnedes af det danske 
Videnskabernes Selskab, beskæftiget sig med antalgeometri; i Kalkül der abzählenden Geometrie (1879) indfører han betegnelser for de forskellige betingelser, som en geometrisk figur kan 
underkastes, og regner symbolsk med dem. Derved opnås, at antalgeometriens ræsonnementer og resultater fremstilles klart for øjet som regneoperationer og formler. Schubert anvender også metoden på rum med mere end 3 dimensioner. Fra 1898 ledede Schubert udgivelsen af en række gode lærebøger i matematik og matematisk fysik (Sammlung Schubert).